# Hipema
L'hipema és la presència de sang a la cambra anterior de l'ull, aquesta es diposita en la seva part inferior, mostrant-se com un tint vermellós en la seva part inferior. Segons el seu volum poden bloquejar parcialment o totalment la visió. Les causes més comunes són la cirurgia intraocular, el trauma tancat o obert. També pot ocórrer espontàniament, sense cap mena de trauma inicial.